# Juan Cabal
Juan David Cabal Murillo  (Cali, 8 januari 2001) is een Colombiaans voetballer die bij voorkeur als linksback speelt. Hij tekende in 2024 voor Juventus.

## Clubcarrière
Cabal speelde drie seizoenen bij Atlético Nacional, waarmee hij in 2021 de Colombiaanse beker won. In augustus 2022 trok hij naar het Italiaanse Hellas Verona. Op 18 juli 2024 tekende de Colombiaan een vijfjarig contract bij Juventus. Hij debuteerde op 20 augustus 2024 tegen Como 1907.